# Hong Kong (isola)
L'isola di Hong Kong (香港島T, 香港岛S, Xiānggǎng DǎoP) è un'isola situata nella parte meridionale di Hong Kong. Ha una popolazione di 1 268 112 abitanti e, secondo la stima del 2006, una densità di 15915 ab./km². L'isola fu conquistata nei primi anni quaranta dell'Ottocento dal Regno Unito, e vi fu fondata la città di Vittoria. L'area centrale dell'isola è il fulcro storico, economico e politico di Hong Kong. La costa nord dell'isola forma la costa sud del Victoria Harbour, che con le sue profonde acque favorisce il passaggio delle grosse navi commerciali dando prosperità al luogo.
L'isola è la sede di molte delle più famose attrazioni di Hong Kong, come ad esempio Victoria Peak, Ocean Park, molti siti storici e grandi centri commerciali. Le regioni montuose dell'isola sono anche famose per l'escursionismo. La parte nord dell'isola, assieme con Kowloon, forma il cuore urbano di Hong Kong. Le loro aree, sommate, sono circa di 88,3 km² e la loro popolazione totale di circa 3 156 500 persone, che corrisponde ad una densità di popolazione di 35700 ab./km². L'isola spesso è anche chiamata "the Island side" (ossia "il lato dell'isola", in riferimento al lato rivolto sul Victoria Harbour).

## Amministrazione
La regione è divisa in distretti:

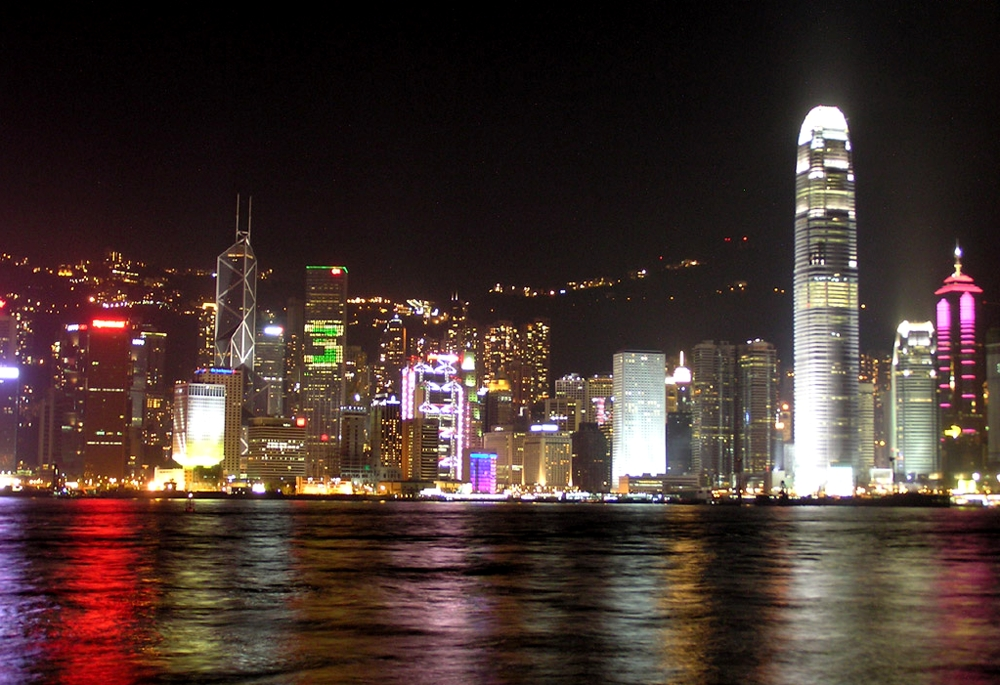
La veduta notturna del "lato dell'isola" come si vede dal "lato di Kowloon" - cioè dal lato opposto del Victoria Harbour

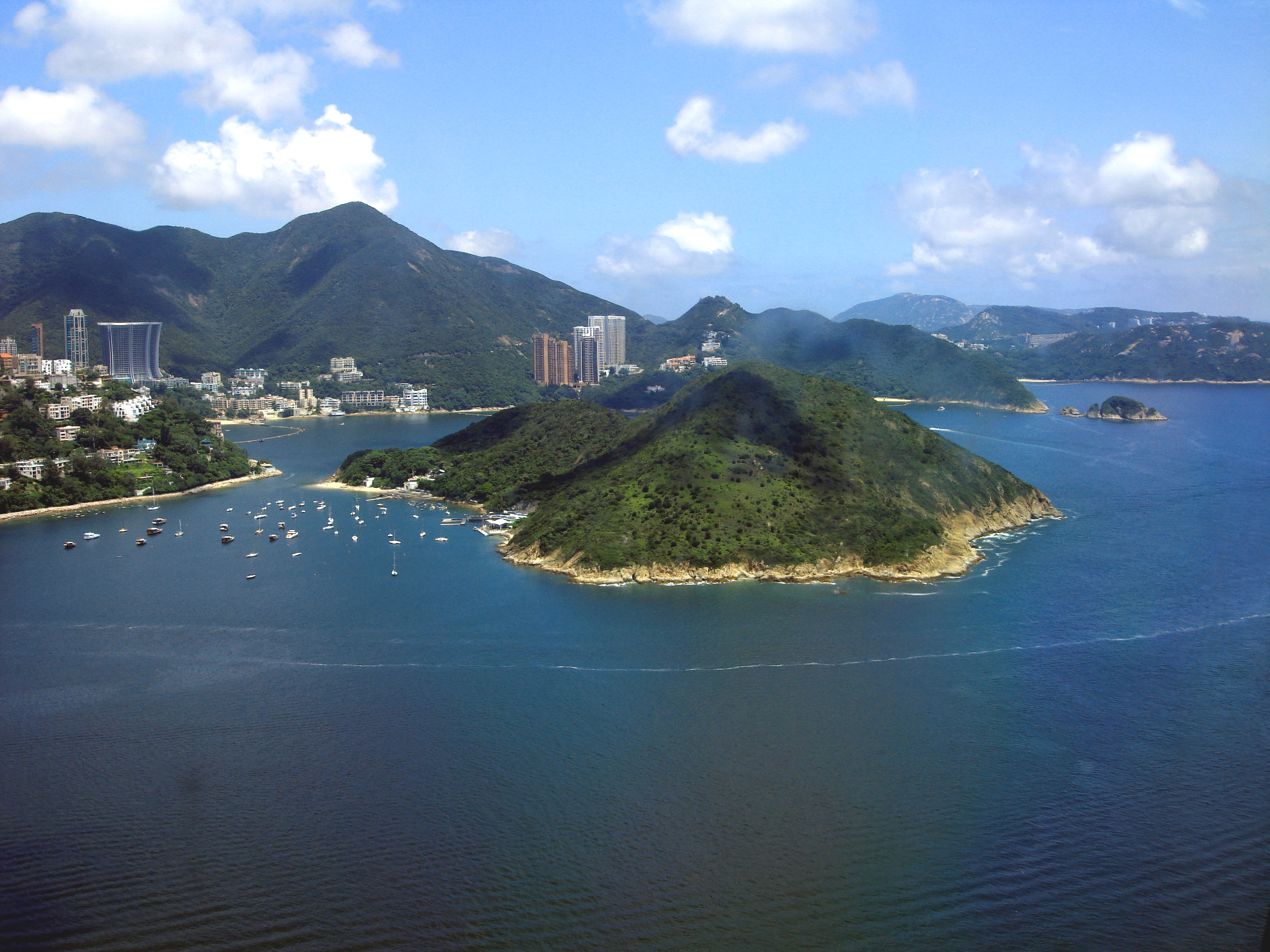
Una veduta di Middle island in primo piano e di Repulse Bay sullo sfondo dalla corsa in teleferica di Ocean Park (nel Distretto meridionale)

- Distretto centrale e settentrionale
- Distretto orientale
- Distretto meridionale
- Distretto Wan Chai

Nota: l'isola di Hong Kong non fa parte dell'Islands District.

## Storia
L'isola di Hong Kong fu occupata per la prima volta il 20 gennaio 1841 dal capitano Charles Elliot della Marina Reale Britannica. Essa fu conosciuta come la “roccia nuda”. La Flotta Britannica lasciò li un punto di possedimento. Il trattato di Nanchino la cedette ufficialmente al Regno Unito nel 1842.
La seconda guerra mondiale fu un periodo oscuro per Hong Kong. inglesi, canadesi, indiani e la forza di difesa volontaria di Hong Kong, comandati da Sakai Takaschi resistettero all'invasione giapponese cominciata l'8 dicembre 1941, otto ore dopo l'attacco lanciato a Pearl Harbor. I giapponesi riuscirono ad ottenere il controllo dell'isola durante il primo giorno dell'attacco, neutralizzando le forze di difesa. Gli inglesi e gli indiani si ritirarono dalla linea di Gin Dinker e successivamente da Kowloon per i pesanti bombardamenti e l'artiglieria. Feroci combattimenti continuarono a Hong Kong tra i canadesi e i giapponesi
I Canadian Winnipeg Grenadiers combatterono presso i Wong Nai Chong Gap e garantirono con successo il passaggio tra il centro e le parti più appartate del sud. La loro vittoria tuttavia non durò a lungo. Hong Kong cadde il 25 dicembre 1941 e questa data viene per ciò ricordata dagli abitanti come un Natale tetro. Il governatore di Hong Kong, Mark Young, si arrese personalmente presso la sede temporanea giapponese, il terzo piano del Peninsula Hotel. Isogai Rensuke divenne il primo giapponese governatore di Hong Kong. Cominciò un'incredibile inflazione e il cibo subì razionamenti; i giapponesi dichiararono il dollaro di Hong Kong illegale.
Nei primi giorni dopo la conquista di Hong Kong più di 10.000 donne furono violentate e molti sospetti dissidenti furono arrestati e giustiziati. I giapponesi tolsero il cibo ai civili per darlo ai soldati. Molte persone dovettero migrare a causa della carestia e per le malattie che si stavano diffondendo su tutto il territorio. Quando i giapponesi si arresero agli americani, il 14 agosto 1945, la popolazione di Hong Kong contava 600.000 persone, contro gli 1,6 milioni degli anni pre-bellici.

## Geografia
L'isola di Hong Kong è la seconda isola per estensione del territorio, dopo Lantau Island. La sua area è di 80,4 km², compresi i 6,98 km² di terre bonificate dal 1887 e in minor scale dal 1851. Costituisce approssimativamente il 7% del territorio totale. È separata dalla terraferma (Kowloon Peninsula e New Territories) dalla Victoria Harbour.

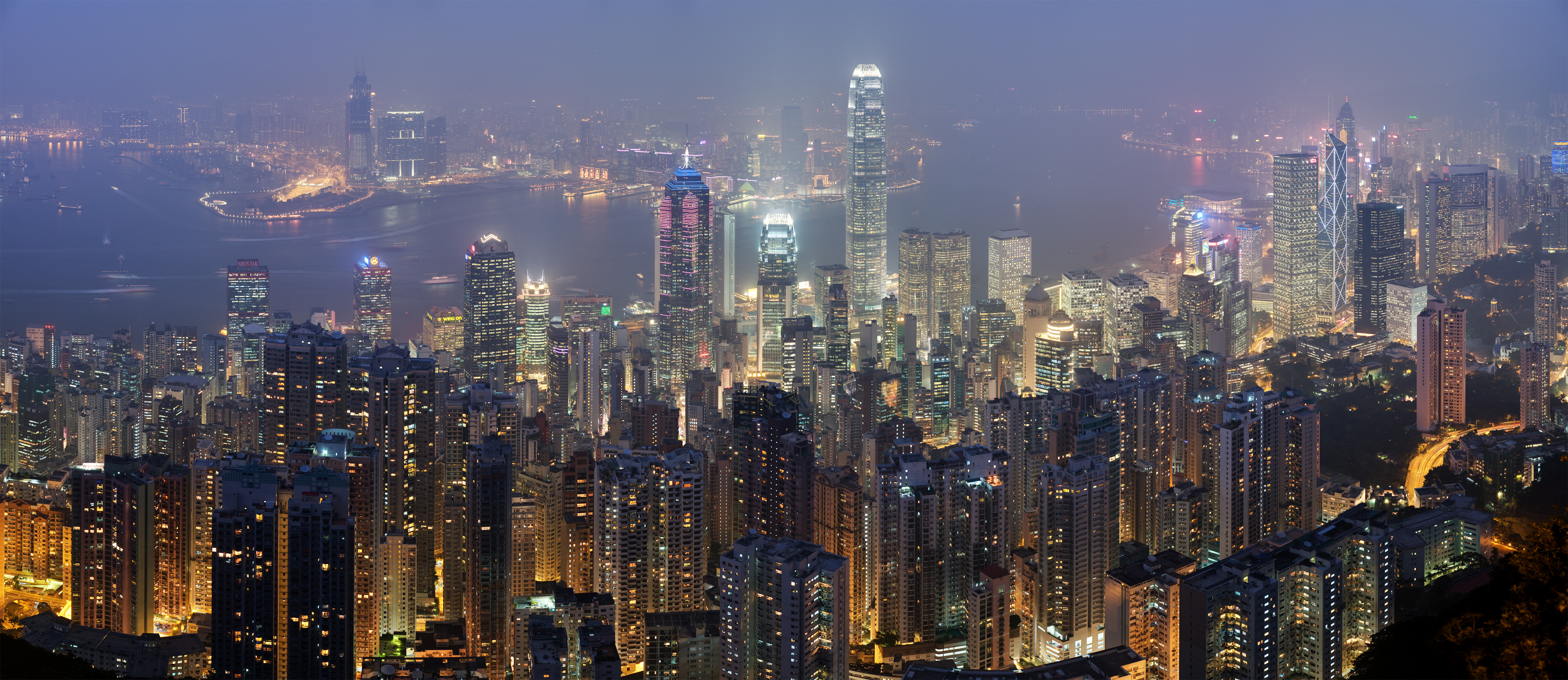
Veduta notturna di Hong Kong, 2007.

## Demografia
Secondo una stima del 2000 la popolazione è di 1 367 000 persone, circa il 19% di quella di Hong Kong. La sua densità è più alta di quella di Hong Kong: circa 18.000 abitanti per km². La maggior parte della popolazione è concentrata nella parte più settentrionale; l'area urbana di North Point, nel punto più a nord dell'isola, dal 1962 è stata indicata come il luogo più densamente popolato della terra. La somma degli abitanti dei distretti Centrale, Orientale, Occidentale e Wan Chai è di 1.085.500, con una densità di 26.000 persone per km². L'area di questa parte dell'isola è di circa 41,3 km². Assieme con Kowloon questa area urbana contiene il 47% della popolazione.

## Trasporti

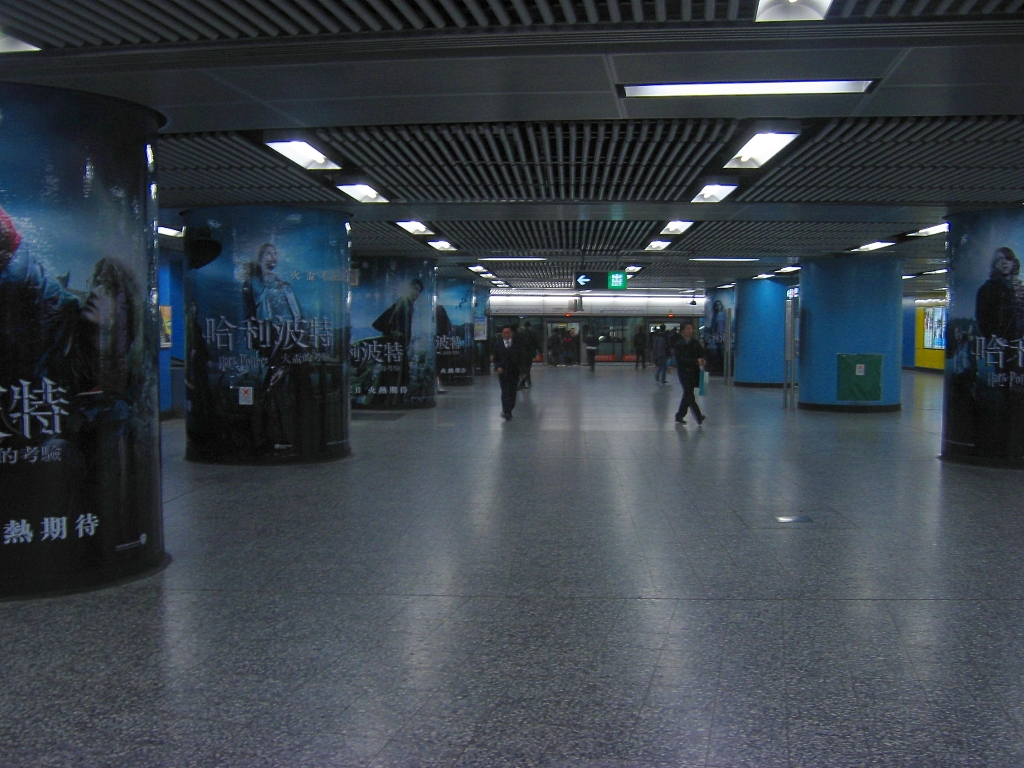
Stazione di Admiralty della ferrovia MTR

La Island Line della ferrovia sotterranea MTR corre esclusivamente sull'isola di Hong Kong, da est a ovest, lungo la costa nord: la parte occidentale dell'isola non è ancora raggiunta dalla ferrovia. Il governo e MTR hanno però pianificato di estendere la linea dell'isola fino a Kennedy Town, l'estremo ovest dell'isola. I lavori per la nuova tratta dovrebbero cominciare nel 2008 e l'inaugurazione della linea è prevista per il 2012.
Hong Kong Tramways e Peak Tram sono sistemi di trasporto su rotaie che percorrono l'isola da Kennedy Town a Tung Chung Line, con una linea secondaria da Causeway Bay a Happy Valley.
L'isola di Hong Kong è collegata alla penisola di Kowloon principalmente da due tunnel automobilistici (il Cross-Harbour Tunnel e Western Harbour Tunnel), due tunnel della ferrovia MTR (Tsuen Wan Line e Tung Chung Line) e un tunnel ove passa sia la strada che la linea MTR (Eastern Harbour Tunnel, che contiene il Tseung Kwan O Line e la strada in gallerie separate parallele). Un quarto collegamento ferroviario (Shatin to Central Link da Causeway Bay a Hung Hom) e un altro attraversamento sono in via di studio per risolvere il problema del traffico nelle ore di punta. Non ci sono ponti tra l'isola e la terra-ferma. Un ponte collega Lei Chau e Wong Chuk Hang di Aberdeen sull'isola di Hong Kong. Questo fu aperto nel 1993 con due corsie, ma nel 1994 fu già ampliato a quattro.